# 舞川村
舞川村（まいかわむら）は、昭和29年（1954年）まで岩手県東磐井郡にあった村。現在の一関市舞川にあたる。

## 地理
- 河川：北上川

## 沿革
- 明治22年（1889年）4月1日 - 町村制施行にともない、舞草村と相川村が合併して舞川村が発足。
- 昭和30年（1955年）1月1日 - 西磐井郡厳美村・萩荘村・弥栄村と共に一関市と合併し、新制の一関市となる。

## 行政
- 歴代村長

| 代 | 氏名         | 就任                       | 退任                       | 備考 |
| -- | ------------ | -------------------------- | -------------------------- | ---- |
| 1  | 佐藤繁太郎   | 明治22年（1889年）5月9日   | 明治27年（1894年）2月      |      |
| 2  | 鈴木金治     | 明治27年（1894年）4月2日   | 明治32年（1899年）3月28日  |      |
| 3  | 小原孫一     | 明治32年（1899年）4月11日  | 明治33年（1900年）3月18日  |      |
| 4  | 伊藤仲太郎   | 明治33年（1900年）4月4日   | 明治34年（1901年）3月13日  |      |
| 5  | 佐藤平       | 明治34年（1901年）4月8日   | 明治40年（1907年）8月19日  |      |
| 6  | 伊藤仲太郎   | 明治40年（1907年）10月11日 | 明治42年（1909年）8月17日  | 再任 |
| 7  | 舞草良治郎   | 明治42年（1909年）9月14日  | 大正元年（1912年）12月4日  |      |
| 8  | 吉家丈右衛門 | 大正元年（1912年）12月21日 | 大正5年（1916年）4月6日    |      |
| 9  | 伊藤新太郎   | 大正5年（1916年）7月5日    | 大正6年（1917年）12月22日  |      |
| 10 | 伊藤孫左衛門 | 大正7年（1918年）3月20日   | 大正8年（1919年）3月1日    |      |
| 11 | 内田孫彦     | 大正8年（1919年）9月5日    | 大正12年（1923年）8月22日  |      |
| 12 | 佐藤丈一郎   | 大正12年（1923年）9月11日  | 昭和2年（1927年）9月10日   |      |
| 13 | 渋谷泰三     | 昭和2年（1927年）9月11日   | 昭和6年（1931年）9月10日   |      |
| 14 | 佐藤丈一郎   | 昭和6年（1931年）9月11日   | 昭和7年（1932年）9月24日   | 再任 |
| 15 | 伊藤徳三郎   | 昭和7年（1932年）10月1日   | 昭和11年（1936年）9月30日  |      |
| 16 | 氏家栄蔵     | 昭和11年（1936年）10月4日  | 昭和15年（1940年）10月3日  |      |
| 17 | 内田畯       | 昭和15年（1940年）10月4日  | 昭和21年（1946年）11月30日 |      |
| 18 | 伊藤徳三郎   | 昭和22年（1947年）4月6日   | 昭和26年（1951年）4月5日   |      |
| 19 | 舞草左権     | 昭和26年（1951年）4月23日  | 昭和29年（1954年）12月31日 |      |